# Marktplatz (Meiningen)
Der Meininger Marktplatz, offizielle Adresse Markt, ist der älteste Platz und das urbane Zentrum der Stadt Meiningen. Der Marktplatz wurde bereits im 10. Jahrhundert erstmals urkundlich erwähnt. Seit seinem Bestehen wird er neben dem Abhalten von Märkten und Wochenmärkten für Veranstaltungen aller Art genutzt.

## Platzanlage
Der Meininger Marktplatz liegt zentral in der historischen Altstadt, hat eine Größe von 105 mal 85 Metern und liegt auf einer Höhe von 292 Meter über NN. Die Nord- und Ostseite wird von drei- bis viergeschossigen Gründerzeithäusern im eklektizistischen Stil begrenzt. Die Nordostecke nimmt das Postamtsgebäude im Stil der Neorenaissance ein. An der Süd-, Südost- und Südwestseite befinden sich Bürgerhäuser und Fachwerkbauten aus der Zeit vom 17. bis zum frühen 19. Jahrhundert. Im Süden des Marktes steht als den Platz beherrschendes dominantes Bauwerk die Stadtkirche Unserer lieben Frauen. Die Westseite, an der einst das neugotische Rathaus und die Stadtsparkasse standen, wurde im Zweiten Weltkrieg zerstört und ist 2016/17 mit einem dreigeschossigen Wohn- und Geschäftshaus neu bebaut worden. Im Zentrum des Platzes befindet sich an einem stilisierten Kreuzweg seit 1873 der Heinrichsbrunnen. In den Marktplatz münden neun Straßen und Gassen. Der gesamte Platz hat eine Pflasterung und steht als Ensemble unter Denkmalschutz.

## Geschichte

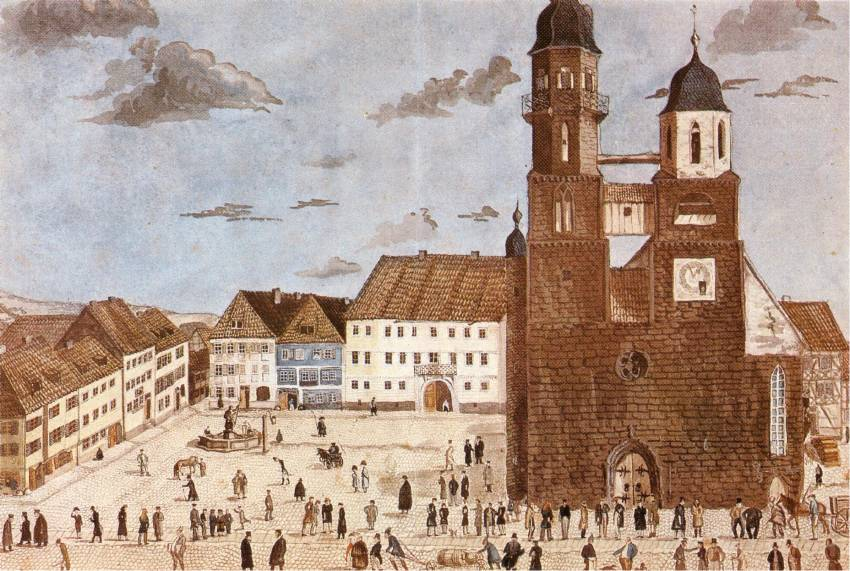
Der Markt um 1800

Im 10. Jahrhundert waren das Dorf (Villikation) und Königsgut Meiningen Zentrum der Mark Meiningen und Zehntsitz im Grabfeldgau im Herzogtum Franken. Zum Abhalten von Jahrmärkten erhielt die Siedlung Marktrecht und man errichtete an deren Rand den Marktplatz, der 982 erstmals in einer Schenkungsurkunde genannt wird. Um 1000 begann man am Rand des Platzes mit dem Bau der Pfarrkirche St. Marien, die noch heute nach mehreren Umbauten als Stadtkirche besteht. Über den Markt führte weiter die Handelsstraße Eisenach/Gotha–Würzburg. Komplett bebaut wurde der rechteckige Marktplatz mit der Erweiterung und Befestigung der Stadt im 12. Jahrhundert. An der Westseite fand das Rathaus seinen Platz, Marktwasser und Brunnen wurden angelegt. Mehrere urkundlich nachweisbare Gasthöfe säumten den Markt, darunter der Schwarze Bär (1467), der Braune Hirsch (1490) und der Lindwurm (1626). 
1517 erbaute man an der Südwestecke des Marktes gegenüber der Kirche ein neues Rathaus, das die Meininger Bürger 1628 durch einen Renaissancebau ersetzten. 1775 wurde in der Mitte des Platzes der Neptunbrunnen errichtet. Dessen Stelle nimmt seit 1873 der Heinrichsbrunnen ein. 1832 entstand neben dem Rathaus das Landschaftsgebäude als Sitz des Meininger Landtags. Der große Stadtbrand vom 5. September 1874 vernichtete rund drei Viertel der Marktbebauung, darunter befanden sich das Rathaus und der Landtag. Den Brand überstanden nur die Stadtkirche und die Südseite des Marktplatzes.
Bis 1880 wurden die abgebrannten Seiten, die überwiegend aus Fachwerkbauten bestanden, neu parzelliert und im eklektizistischen Stil wieder aufgebaut. Den Platz vergrößerte man dabei auf seine heutigen Dimensionen und er erhielt erstmals in seiner Geschichte eine Bepflanzung. Bei dem Luftangriff auf Meiningen am 23. Februar 1945 zerstörten Bombentreffer die komplette Westseite des Platzes mit Rathaus, Sparkassengebäude und Kronenapotheke. Weitere Gebäude, darunter die Stadtkirche, wurden schwer beschädigt. Nach dem Zweiten Weltkrieg zeigte die DDR-Regierung kein Interesse an einem Wiederaufbau, so legte man hier zunächst eine Grünanlage an. 1950 nannte der Stadtrat den Markt in Platz der Republik um. Eine große Umgestaltung der Platzanlage fand 1969 im Stil der sozialistischen Architektur statt, wobei man Straßenverläufe änderte, an der Westseite eine kleine Ladenzeile errichtete, Schaukästen, einen weiteren Brunnen und Sitzgruppen anlegte und für den Stadtboden großformatige Betonplatten verwendete. Bis 1974 führte über den Platz die heutige Bundesstraße 19, nach deren Verlegung wurde der Markt mit Ausnahme der Ost- und Südseite zur Fußgängerzone.
Während der politischen Wende war der Marktplatz Sammel- und Ausgangspunkt von Demonstrationen (→ Wende in Meiningen). Im Januar 1991 bekam der Platz seinen historischen Namen Markt zurück. 1994 hielt der damalige Bundeskanzler Helmut Kohl eine große Wahlveranstaltung auf dem Marktplatz ab. In den Jahren 1998/99 gestaltete man den Marktplatz grundhaft nach historischem Vorbild um. Er erhielt eine vollständige Pflasterung in verschiedenen Ausführungen, neue Sitzgelegenheiten, eine neue Bepflanzung und eine Erweiterung der Fußgängerzone bis an die Ost- und Südostseite. Die Ladenzeile an der Westseite wurde 2008 beseitigt, um eine städtebaulich angemessene Wiederbebauung dieser Marktseite zu ermöglichen, was anfangs aus verschiedenen Gründen scheiterte, aber 2016–2017 mit dem Bau des Herzog-Georg-Forums realisiert wurde. 2009 weihte man an der Kirche ein Denkmal und eine Bodenplatte zum Gedenken an die Wendeereignisse in Meiningen ein. Eine weitere große Wahlveranstaltung fand auf dem Platz im April 2012 mit der Bundeskanzlerin Angela Merkel statt.

## Historische Jahr- und Wochenmärkte

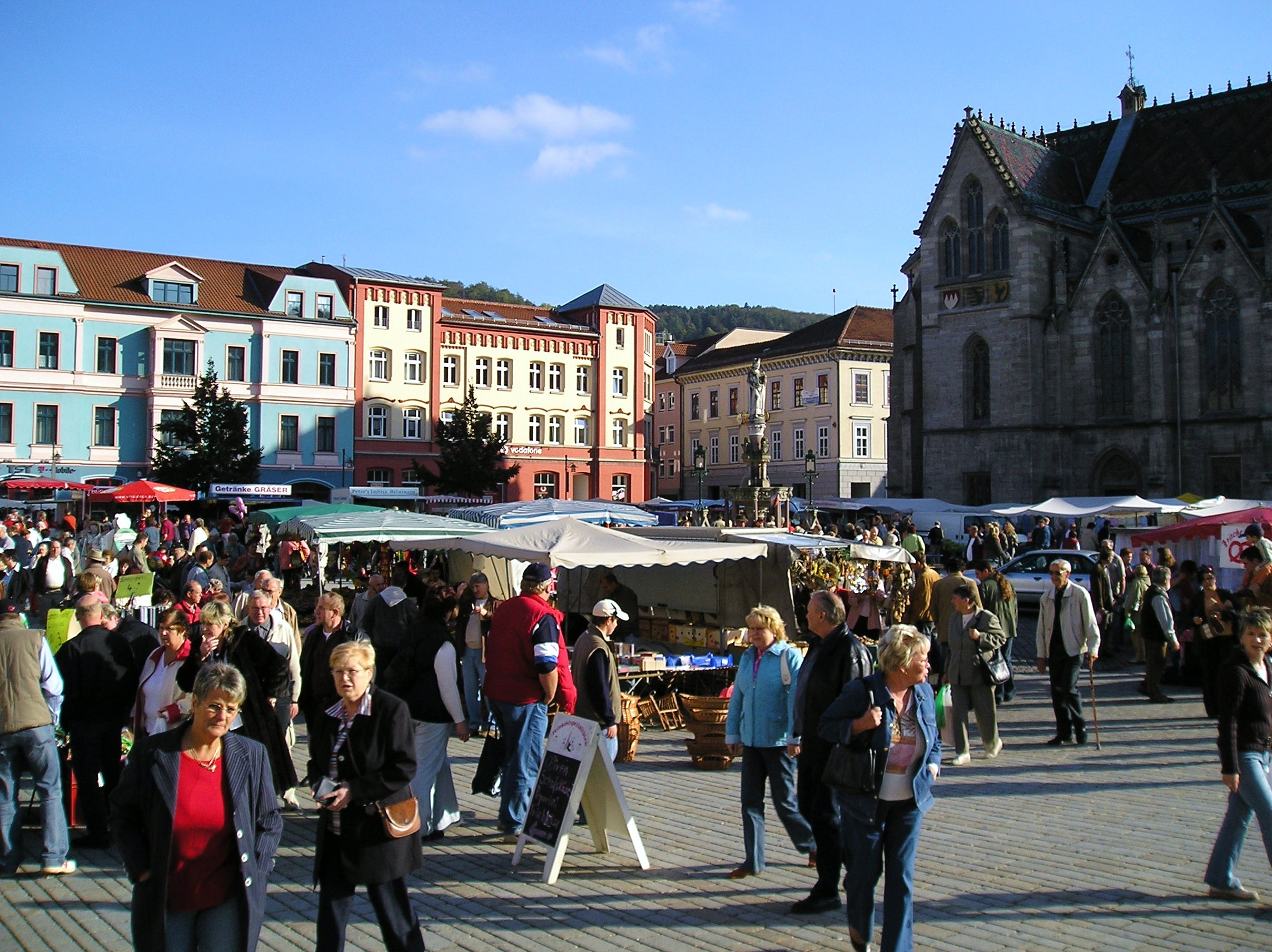
Herbstmarkt 2006

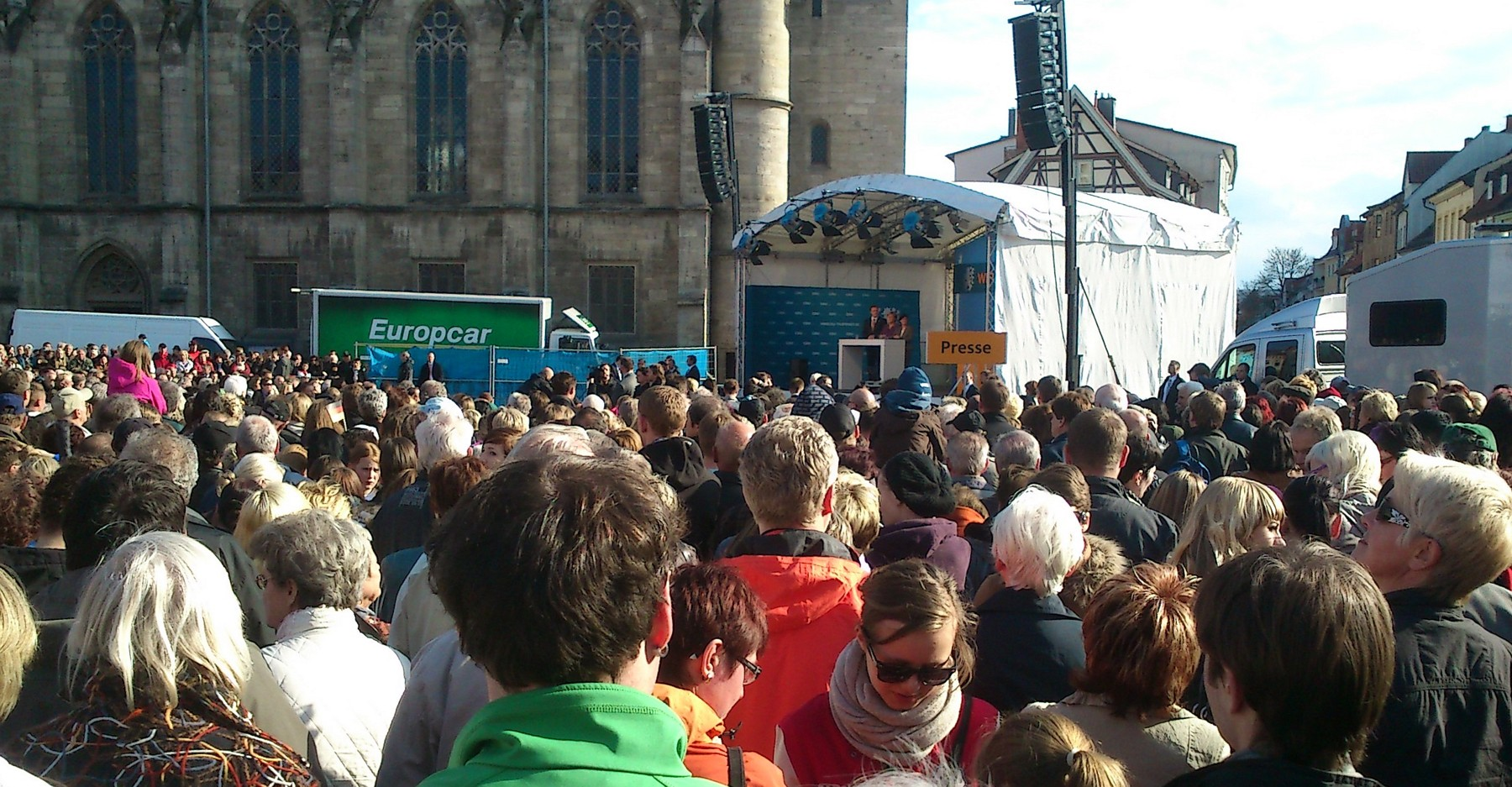
Wahlveranstaltung mit Angela Merkel 2012

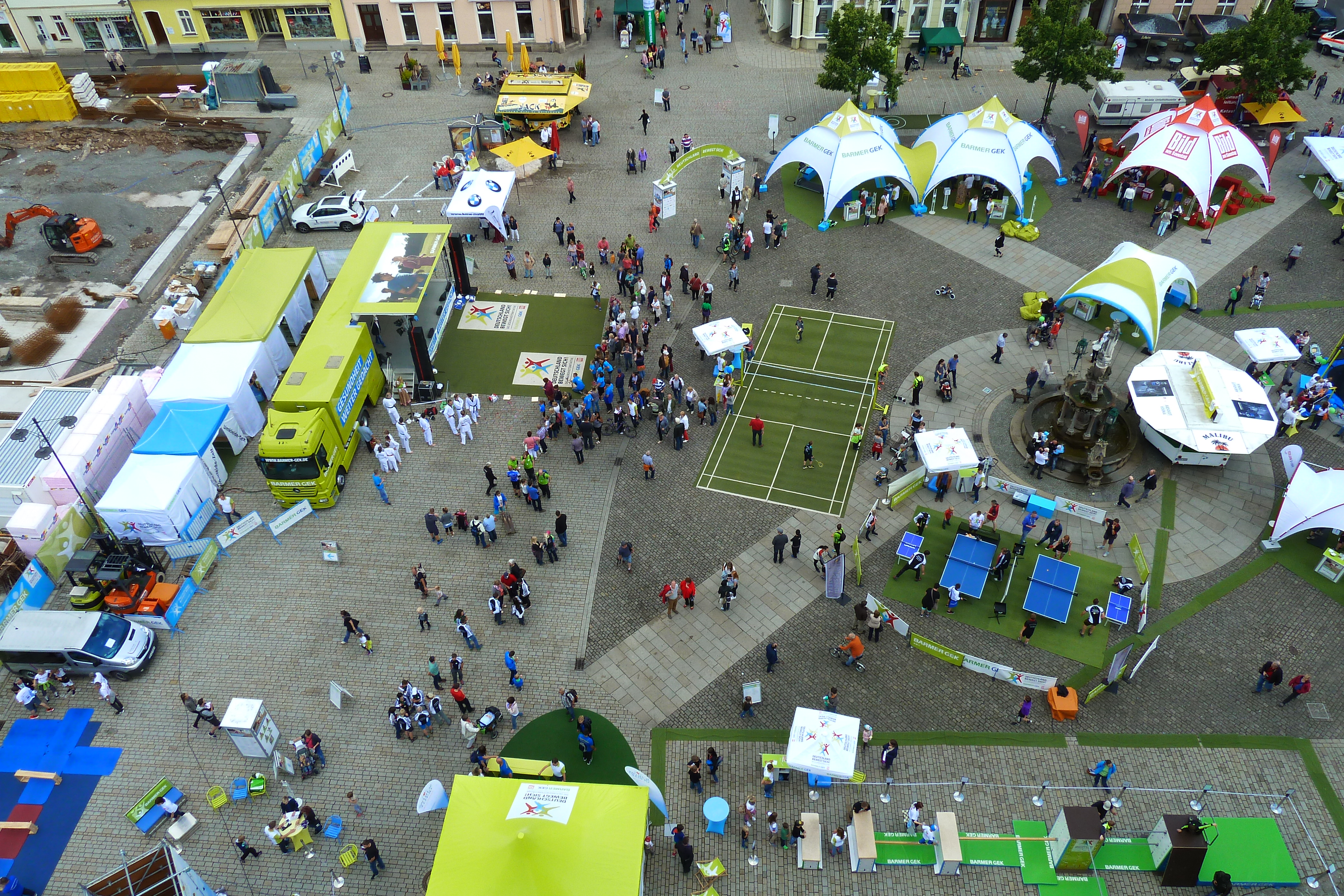
Veranstaltung „Deutschland bewegt sich“ im Jahr 2016

Auf dem Marktplatz in Meiningen wurden ab dem Mittelalter jährlich acht urkundlich bekannte Jahrmärkte abgehalten.
- Sebastiansmarkt/Baschenmarkt am 20. Januar.
- Kirchmess-Markt am Sonntag nach Ostern, erwiesen ab 1336.
- Klostermarkt am 18. Mai, ab 1242.
- Kapitelmarkt, drei Wochen nach Pfingsten, spätestens ab 1278.
- Maria-Magdalena-Markt/Kirchenmarkt am 22. Juli, ab 1384.
- Michaelis-Markt am 29. September.
- Burkhardi-Markt (Zwickchenmarkt) am 14. Oktober.
- Martini-Markt am 11. November.

Ab 1612 kamen zwei Viehmärkte und ein Rossmarkt hinzu, letzterer wurde bis in das 19. Jahrhundert abgehalten. Einen weiteren Jahrmarkt bekam die Stadt mit dem Christmarkt 1676 vom Herzog Friedrich von Sachsen-Gotha verliehen. Die meisten Jahrmärkte wurden bis zum Anfang des 20. Jahrhunderts abgehalten.
Die Wochenmärkte sind spätestens seit 1565 urkundlich belegt und finden mit einigen Unterbrechungen bis heute statt. Einige Märkte, unter anderem der Fleischmarkt, der Töpfermarkt und der Schuhmarkt, erhielten aus Platzgründen gesonderte Standorte.

## Märkte und Veranstaltungen in der Gegenwart
Auf dem Marktplatz in Meiningen finden noch heute Wochenmärkte statt, jeden Dienstag wird ein gemischter sowie jeden Freitag und Samstag ein grüner Markt abgehalten. Der Platz ist zudem Mittelpunkt der fünf jährlich stattfindenden Sondermärkte (Frühlingsmarkt, Ostermarkt, Maimarkt, Herbstmarkt, Martinsmarkt), des Weihnachtsmarktes und des Stadtfestes. Gesellschaftlich finden auf dem Platz kulturelle Open-Air-Veranstaltungen, Aktionstage verschiedener Art, Wahlveranstaltungen und Demonstrationen statt. Sportlich ist der Marktplatz Start und Ziel für die jährlichen Laufveranstaltungen Herzog-Georg-Nachtlauf im Juni und Meininger Citylauf am 3. Oktober, er wird des Weiteren für Motor- und Radsportveranstaltungen genutzt.